# Médaille Hausdorff
Pour les articles homonymes, voir Hausdorff.
Ne pas confondre avec Prix Hausdorff.
La médaille Hausdorff est une distinction mathématique décernée tous les deux ans par la Société Européenne de Théorie des Ensembles. Elle récompense les travaux ayant eu le plus d'influence en théorie des ensembles parmi ceux publiés dans les cinq années précédant la remise de la médaille. Elle est nommée en référence au mathématicien allemand Felix Hausdorff (1868-1942).

## Lauréats
- 2022 : David Aspero (Université d'East Anglia) et Ralf Schindler (Université de Münster) pour leur article Martin’s Maximum++ implies Woodin’s Axiom (Annals of Mathematics 193 (3) (2021), pp. 793-835.).
- 2019 : Itay Neeman pour son travail sur « the new method of iterating forcing using side conditions and the tree property »[1]

- 2017 : Maryanthe Malliaris et Saharon Shelah pour leur article General topology meets model theory, on p and t (Proc. Natl. Acad. Sci. USA 110 (2013), no. 33, 13300-13305), détaillé dans Cofinality spectrum theorems in model theory, set theory, and general topology (J. Amer. Math. Soc. 29 (2016), no. 1, 237-297)[2],[3].

- 2015 : Ronald Jensen et John R. Steel pour leur article K without the measurable (The Journal of Symbolic Logic, Volume 78, Issue 3 (2013), pp.708-734)[4].

- 2013 : Hugh Woodin pour ses articles Suitable extender models I (J. Math. Log. 10 (2010), no. 1-2, pp.101–339) et Suitable extender models II: beyond omega-huge (J. Math. Log. 11 (2011), no. 2, pp.115–436).